# Le Club des cinq
Pour les articles homonymes, voir Club des cinq.
Le Club des cinq (titre original : The Famous Five) est une série de romans d'aventures pour enfants et jeunes adolescents écrite par Enid Blyton et publiée en Angleterre de 1942 à 1963.
En France, elle est parue de 1955 à 1967 dans la collection Bibliothèque rose puis Bibliothèque verte. La série est toujours rééditée en France ; depuis 2011, Hachette Collections publie des fac-similés des volumes des années 1960 à 1980 avec texte et illustrations originaux.
La traductrice française Claude Voilier a écrit vingt-quatre volumes supplémentaires de 1971 à 1985.
La série relate les aventures d'un groupe de quatre enfants : Claudine (surnommée Claude), François, Michel (surnommé Mick), Annie et le chien Dagobert (surnommé Dag ou Dago). Enid Blyton écrit les 21 premiers livres de la série dans les années 1940, et certains des concepts qu'on y retrouve reflètent cette époque. On retrouve ces concepts uniquement dans les traductions françaises originales non retouchées. Hachette modifiera en effet le texte d'origine à partir des années 1980.

## Les personnages
Les noms des personnages sont ceux de la version française suivis, entre parenthèses et en italique, de leurs noms dans la version originale anglaise.

### Personnages principaux
- Claudine « Claude » Dorsel (Georgina « George » Kirrin) a onze ans. Elle veut que tout le monde l'appelle Claude car elle trouve son prénom trop féminin. Elle possède une île dont sa mère a hérité (ainsi que la maison), laquelle lui a dit « qu'elle la lui donnait »[3]. Cette île est le domaine des Cinq, qui y vont souvent camper. Claude adore son chien Dagobert et l'emmène partout, même dans son collège. Elle est très généreuse et ne ment jamais, mais elle a un caractère difficile. Elle n'en fait qu'à sa tête et n'obéit qu'à son instinct. Dans les deux premiers livres tout du moins, Claude a une forte personnalité et joue un rôle majeur. Elle refuse de se comporter comme devrait le faire une fille (selon les attentes sociales de l'époque) et affirme son égalité avec les deux garçons du groupe.

- François Gauthier (Julian Kirrin) est l'aîné des enfants. Très raisonnable pour ses douze ans, il est responsable de son frère, de sa sœur et de sa cousine. Il est grand et fort, prudent et sérieux. Il pense à tout, mais est parfois un peu « lourd » pour ses cadets avec ses recommandations. Pessimiste, il n'a pas beaucoup de patience.

- Michel « Mick » Gauthier (Richard « Dick » Kirrin) fait souvent équipe avec sa cousine Claude qui est du même âge que lui. Petit et malin, il taquine toujours tout le monde sur tout : Claude sur son prénom et son attitude masculine, François sur sa prudence exagérée et sa gourmandise et Annie sur sa taille et sa timidité. Mais il sait être courageux et réfléchi quand il le faut. Il est très optimiste, mais casse-cou. C'est un incorrigible gourmand et il est vite insupportable avec ses blagues incessantes.

- Annie Gauthier (Anne Kirrin) du haut de ses « dix ans », est la plus petite. Mick et Claude la traitent souvent de « bébé ». Claude trouve Annie trop « fifille » et froussarde, Annie trouve Claude trop intrépide et garçon manqué, mais elles s'entendent bien. Très douce et très timide, elle est cependant très maligne et quand elle est en colère, elle devient redoutable. Elle surgit dans l'action au moment où l'on s'y attend le moins pour sauver ses amis en danger. Elle aime être la ménagère et la cuisinière du groupe. Elle fait souvent des gaffes.

- Dagobert, souvent abrégé en « Dag » ou « Dago » (Timothy, souvent abrégé en Tim ou Timmy) est le chien de Claude. C'est un chien très affectueux qui ne se sépare jamais de sa maîtresse. Il ne possède pas de pedigree. Claude ne s'en séparerait pour rien au monde : il sait monter la garde, suivre une piste, effrayer les bandits, mais il peut aussi être calme, doux et joueur. Un chien parfait et le plus intelligent au monde, selon Claude.

### Personnages récurrents
- L'oncle Henri Dorsel (Quentin Kirrin) est le père de Claude et l'oncle de François, Mick et Annie (dans la version originale, il est le frère du père des trois enfants ; dans la traduction française, il est le frère de leur mère). C'est un savant, très sévère, qui travaille tout le temps et qui déteste entendre des enfants jouer quand il est dans son bureau. Il a chassé Dagobert de la maison parce qu'il aboyait trop, mais après la première aventure des Cinq, où les enfants ont sauvé sa fortune des voleurs, il a demandé à Claude ce qui lui ferait plaisir, même si c'était très cher. Et Claude lui a simplement répondu : « Dago ! » car c'était la seule chose dont elle avait vraiment envie. M. Dorsel a accepté sans hésiter.

- La tante Cécile Dorsel (Fanny Kirrin) est la mère de Claude et la tante de François, Mick et Annie. Femme au foyer douce, très aimable et attentionnée, elle permet beaucoup de choses aux enfants. Le caractère de sa fille lui cause beaucoup de soucis : elle doit sans cesse interrompre les conflits entre Claude et son père. Elle aime beaucoup ses neveux et sa nièce.

- Maria (Joanna) est la cuisinière des Dorsel. Très gentille et active, elle se plierait en quatre pour satisfaire sa petite famille. Elle adore les quatre cousins et leur prépare de bons petits plats. Elle interdit à Dagobert de pénétrer dans sa cuisine et se contente de lui servir sa gamelle. Heureusement, les quatre cousins se chargent de passer des miettes au chien sous la table. Dagobert aime beaucoup la cuisinière, mais il ne comprend pas pourquoi elle ne l'aime pas. En revanche, elle et sa cuisine plaisent beaucoup aux quatre cousins.

- Pilou (Tinker) est un petit garçon très original. Son vrai prénom est Pierre-Louis, mais tout le monde l'appelle « Pilou », ce qui fait plus joyeux, selon son père, M. Lagarde. Il n'a jamais connu sa mère. Pilou est toujours accompagné de Berlingot, un petit singe facétieux. Il a aussi un guépard nommé Attila et un chien appelé Flibustier dans Les Cinq au Cap des Tempêtes. Il adore les véhicules, et de temps en temps, quand il pense à l'un d'eux, il imite le bruit de son moteur. Parfois, il s'imagine qu'il est lui-même une voiture et court partout en imitant à la perfection tous les bruits. Pilou possède un vieux phare désaffecté dans son village, au Cap des Tempêtes. Le Club des cinq y a vécu avec lui une aventure palpitante.

- Jo est une petite gitane d'environ onze ans. Elle ressemble étonnamment à Claude, mais cela ne plaisait ni à l'une, ni à l'autre. Mais après une étonnante aventure, Jo sauve Claude, enlevée comme monnaie d'échange contre des précieux papiers de son père. En fait, Jo a aidé à son enlèvement et a même empoisonné Dagobert pour éviter qu'il n'aboie, ce qu'elle regrette. Orpheline de mère, son père la frappait ; elle devait obéir pour avoir à manger. Pour Mick, qu'elle adore, elle se révolte et devient à jamais l'amie des Cinq. La bonne Maria, cuisinière des Dorsel, trouve un nouveau foyer à Jo afin qu'elle n'aille pas en maison de redressement. Jo a un don étonnant qui lui vient de sa mère, dresseuse dans un cirque : tous les chiens, sans exception, l'adorent. Même Dagobert, si obéissant, est venu voir Jo alors que Claude, qui détestait la gitane, le lui avait formellement interdit. Elle est sauvage, farouche. Elle est incapable de lire une carte, mais elle retrouve son chemin sans problème. Elle ne résiste pas à la douceur. Mick, le seul des Cinq à avoir eu pitié d'elle au début, est le seul qui pouvait obtenir quelque chose d'elle. Pour l'amitié du jeune garçon, Jo a risqué sa vie pour sauver Claude alors qu'elle la détestait. Mick est toujours son préféré.

- Le professeur Lagarde (Professor Hayling) est le père de Pilou. C'est un grand savant, comme M. Dorsel. Il est veuf et très étourdi.

- Jeanne est la bonne de M. Lagarde. Elle sert aussi de mère adoptive à Pilou qui n'a jamais connu la sienne. Elle est très gentille, mais Pilou et Berlingot la font tourner en bourrique avec leurs singeries.

- Jean-Jacques-Loic (Alf) est un jeune pêcheur. Il aide beaucoup les Cinq en leur donnant des renseignements utiles. Il a gardé Dagobert lorsque l'oncle Henri ne voulait pas de lui à la villa des mouettes.

### Nom de famille
Dans la version anglaise, les noms de famille n'apparaissent que dans les sept derniers épisodes. On apprend bien, lors de la première aventure, que la famille maternelle de George/Claude s'appelle Kirrin (tout comme le village, la villa, la baie et l'île), mais c'est seulement lors de la 15e aventure que l'on indique que son père se nomme également Kirrin, sans que cette coïncidence ne soit expliquée. Dans la 16e aventure, les pères des cousins étant frères, on précise que tous les enfants portent ce même nom, Kirrin (ce qui est d'ailleurs brièvement démenti dans l'épisode suivant, où les 3 cousins de George/Claude deviennent les Barnard). En français, le père de Claude Dorsel est le frère de la mère des trois Gauthier.

### Claude
Lors de l'écriture de ses livres, Enid Blyton a toujours dit que le personnage de Claude (George) s'inspirait d'une fille ayant réellement existé. À la fin de sa vie, elle admit que cette fille était en fait elle-même.
Dans les premiers volumes de la série, Claude sort du cadre habituel des stéréotypes garçons-filles que l'on trouve dans les séries de l'auteur. Cette différence s'atténue par la suite, peut-être sur pression de l'éditeur[réf. nécessaire]. Dans les deux premiers livres tout du moins, Claude a une forte personnalité et joue un rôle majeur. Elle refuse de se comporter comme devrait le faire une fille et proclame son égalité avec les deux garçons du groupe. Si quelqu'un l'appelle par son vrai prénom : « Claudine », elle ne réagit tout simplement pas. Même si, parfois, ses compagnons réprouvent son comportement, elle tient bon.

## Les lieux

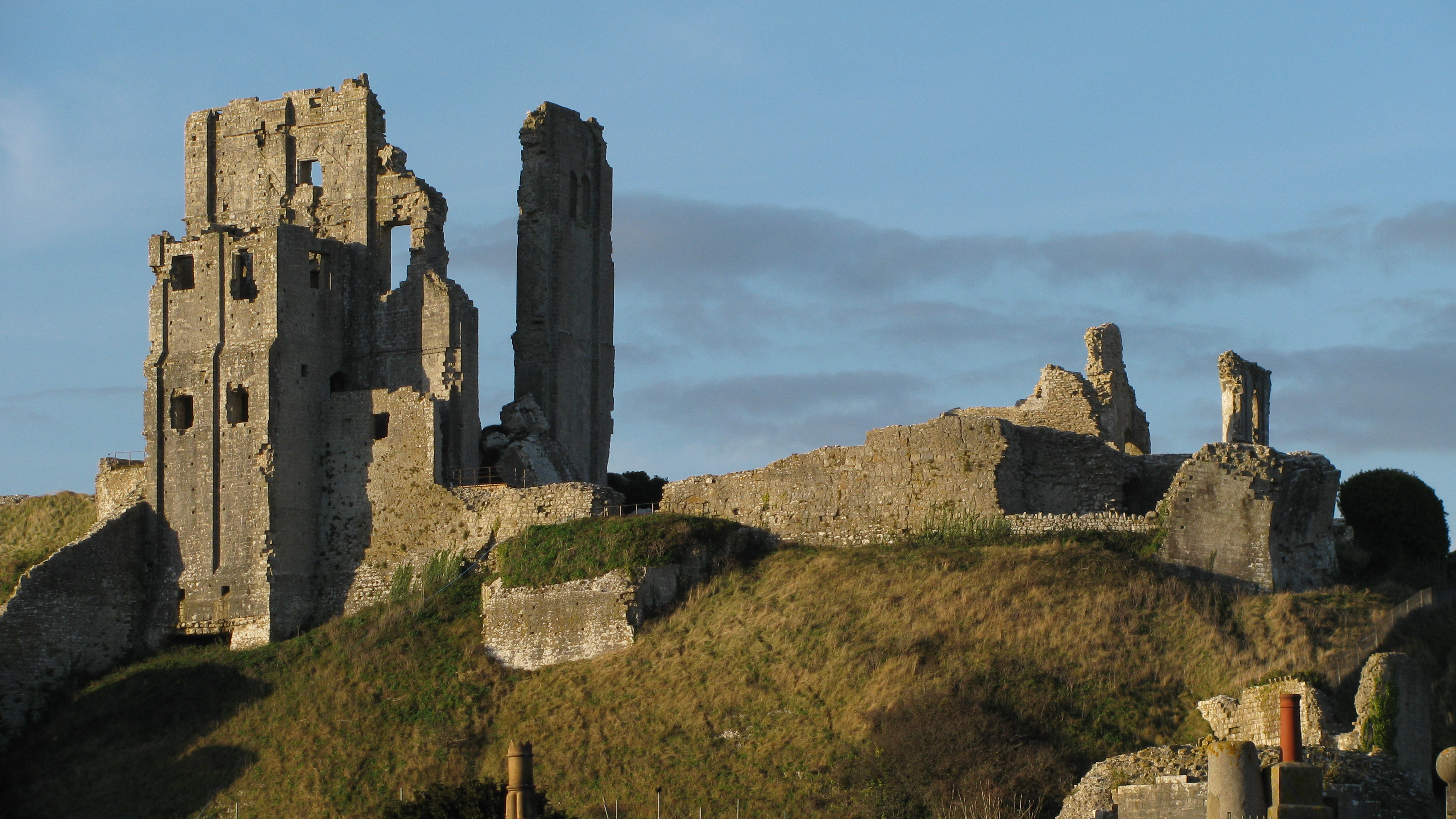
Le château de Corfe, qui a inspiré à Enid Blyton le « château de Kernach ».

Les enfants sont tous scolarisés dans des pensionnats, ils se retrouvent et vivent leurs aventures durant leurs vacances.
Les lieux principaux sont :
- L'île de Kernach et le château de Kernach (Kirrin Island  et Kirrin Castle en anglais) appartiennent à Claude. Les Cinq vont souvent y camper l'été. Enid Blyton se serait inspirée, pour le château de Kernach, du château de Corfe à Corfe Castle, une vieille forteresse normande dans le Dorset.

- La Villa des Mouettes (Kirrin Cottage) est la villa des Dorsel. Elle se situe en Bretagne dans le village de Ploumarech[réf. nécessaire] (Kirrin dans le Dorset en anglais). Quand les Cinq ne peuvent pas aller camper dans leur île, ils doivent rester là. Cela pourrait être agréable si M. Dorsel ne travaillait pas : les quatre cousins et leur chien pourraient faire tout le bruit qu'ils veulent. Heureusement, Maria la cuisinière leur fait de bons petits plats. Et la plage est juste en dessous, pour aller se baigner. Annie dort dans le lit libre de la chambre de sa cousine, et ses frères se partagent la chambre d'amis. Dagobert est censé dormir dans son panier, mais dès que Tante Cécile a fermé la porte, il saute sur le lit de Claude.

- La ferme de Kernach est la ferme des parents de Claude, où vivent deux vieux fermiers, M. et Mme Guillou. Ils sont très gentils et leur maison regorge de passages secrets et de cachettes... Un passage secret qui part de l'armoire à double fond de la chambre d'amis mène directement à la cheminée de la Villa des Mouettes.

- Le phare des Tempêtes est le phare de Pilou. Son père, grand savant comme son ami M. Dorsel, avait acheté un vieux phare désaffecté pour travailler en paix. Mais les mouettes le dérangeaient, alors il en a fait don à son fils. Le puits qui sert de fondations donne sur les grottes dans la falaise. Mais attention à ne pas se faire coincer par la marée haute ! Cet inconvénient a valu aux Cinq, à leur ami et à son petit singe Berlingot une inoubliable aventure.

- La Villa des Lagarde est le lieu où habitent le professeur Lagarde, sa bonne Jeanne, son fils Pilou et le singe Berlingot. Elle a aussi abrité un guépard nommé Attila et un chien appelé Flibustier, qui ont donné du fil à retordre aux Cinq.

- La maison de Jeanne est le lieu où habite la bonne des Lagarde lorsqu'elle ne travaille pas. Le jardin de derrière est une parcelle de la propriété du riche M. de St-Maur, qu'il lui prête gracieusement. Les Cinq ont d'ailleurs vécu avec Pilou et Berlingot une grande aventure à propos de ce M. de St-Maur.

À d'autres occasions, les enfants partent en camping, à vélo, en roulotte, ou bien en vacances dans des fermes et autres lieux.

## Les romans
La série originale comporte vingt-et-un ouvrages présentés ci-dessous dans leur ordre chronologique anglais de parution.
On remarquera que certains titres anglais ont été traduits sous deux formes en français.
Dans le cas du Club des cinq et le vieux puits, paru également sous le titre Le Club des cinq et le secret du vieux puits, on peut penser à une erreur d'édition rapidement corrigée, une seule édition datant des années 1970 (et la version audio) ayant le titre en version longue.
Dans d'autres cas comme Le Club des cinq et les saltimbanques et sa nouvelle mouture, Le Club des cinq et le cirque de l'étoile, cela est dû à de nouvelles adaptations qui simplifient le vocabulaire et la structure du langage, supprimant des parties entières et modifiant même l'histoire. Ces changements ne représentent jamais un rapprochement avec la version anglaise.
Certains critiques considèrent que ces changements sont l'occasion d'un caviardage au nom du « politiquement correct ». Plusieurs livres avaient déjà été considérablement amputés avant des changements de titres. En 2021, les éditeurs français et anglais font le constat que ces nouvelles versions « politiquement correctes » et de « simplification de la langue » n'ont pas fonctionné et qu'elles se vendent mal.

### Liste des romans - Série originale d'Enid Blyton
| no | Année de parution en Angleterre | Titre original               | Traduction(s) française(s)                                                      | Année de parution en France |
| -- | ------------------------------- | ---------------------------- | ------------------------------------------------------------------------------- | --------------------------- |
| 1  | 1942                            | Five on a Treasure Island    | Le Club des cinq et le Trésor de l'île                                          | 1962                        |
| 2  | 1943                            | Five Go Adventuring Again    | Le Club des Cinq Le Club des cinq et le Passage secret                          | 1955                        |
| 3  | 1944                            | Five Run Away Together       | Le Club des cinq contre-attaque                                                 | 1955                        |
| 4  | 1945                            | Five Go to Smuggler's Top    | Le Club des cinq en vacances                                                    | 1956                        |
| 5  | 1946                            | Five Go Off in a Caravan     | Le Club des cinq et les Saltimbanques Le Club des cinq et le Cirque de l'étoile | 1965                        |
| 6  | 1947                            | Five on Kirrin Island Again  | Le Club des cinq joue et gagne                                                  | 1956                        |
| 7  | 1948                            | Five Go Off to Camp          | Le Club des cinq va camper                                                      | 1957                        |
| 8  | 1949                            | Five Get Into Trouble        | Le Club des cinq en péril                                                       | 1957                        |
| 9  | 1950                            | Five Fall Into Adventure     | Le Club des cinq et les Gitans Le Club des cinq pris au piège                   | 1960                        |
| 10 | 1951                            | Five on a Hike Together      | Le Club des cinq en randonnée                                                   | 1958                        |
| 11 | 1952                            | Five Have a Wonderful Time   | Le Club des cinq en roulotte Le Club des cinq et le Château de Mauclerc         | 1960                        |
| 12 | 1953                            | Five Go Down to the Sea      | Le Club des cinq au bord de la mer                                              | 1959                        |
| 13 | 1954                            | Five Go to Mystery Moor      | La Locomotive du Club des cinq                                                  | 1961                        |
| 14 | 1955                            | Five Have Plenty of Fun      | Enlèvement au Club des cinq                                                     | 1961                        |
| 15 | 1956                            | Five on a Secret Trail       | Le Club des cinq se distingue Le Club des cinq et la Maison hantée              | 1961                        |
| 16 | 1957                            | Five Go to Billycock Hill    | Le Club des cinq et les Papillons                                               | 1962                        |
| 17 | 1958                            | Five Get Into a Fix          | Le Club des cinq aux sports d'hiver                                             | 1964                        |
| 18 | 1960                            | Five on Finniston Farm       | Le Club des cinq et le Coffre aux merveilles                                    | 1962                        |
| 19 | 1961                            | Five Go to Demon's Rocks     | La Boussole du Club des cinq                                                    | 1963                        |
| 20 | 1962                            | Five Have a Mystery to Solve | Le Club des cinq et le Vieux Puits                                              | 1966                        |
| 21 | 1963                            | Five Are Together Again      | Le Club des cinq en embuscade                                                   | 1967                        |

### Liste des romans - Série additionnelle de Claude Voilier
À la mort d'Enid Blyton, la traductrice française Claude Voilier écrivit vingt-quatre volumes supplémentaires de 1971 à 1985 (la traduction de la série resta longtemps extrêmement populaire dans les parties francophones de l'Europe). Ces romans ont été traduits en anglais : généralement considérés comme étant inférieurs par les fans de E. Blyton - du moins par les fans anglophones - ils n'ont jamais été aussi populaires que la série originale.
Les premières éditions comportaient une page de texte pur et, en vis-à-vis, une page de bande-dessinée. Cette présentation a disparu dans les dernières éditions.
1. 1971 : Les Cinq sont les plus forts (illustré par Jean Sidobre)Réédité en 2021 illustré par Auren.
2. 1971 : Les Cinq au Bal des espions (illustré par Jean Sidobre)
3. 1972 : Le Marquis appelle les Cinq (illustré par Jean Sidobre)Retitré Les cinq mènent l'enquête en 2011.
4. 1972 : Les Cinq au cap des tempêtes (illustré par Jean Sidobre)
5. 1973 : Les Cinq à la Télévision (illustré par Jean Sidobre)
6. 1973 : Les Cinq et les Pirates du ciel (illustré par Jean Sidobre)
7. 1974 : Les Cinq contre le Masque noir (illustré par Jean Sidobre)
8. 1974 : Les Cinq et le Galion d'or (illustré par Jean Sidobre)
9. 1975 : Les cinq font de la brocante (illustré par Jean Sidobre)Retitré Les Cinq et la Statue inca en 2012.
10. 1975 : Les Cinq se mettent en quatre (illustré par Jean Sidobre)
11. 1976 : Les Cinq dans la Cité secrète (illustré par Jean Sidobre)
12. 1976 : La fortune sourit aux Cinq (illustré par Jean Sidobre)Retitré Les Cinq et la Fortune des Saint-Maur en 2012.
13. 1977 : Les Cinq et le Rayon Z (illustré par Jean Sidobre)
14. 1977 : Les Cinq vendent la peau de l'ours (illustré par Claude Pascal)
15. 1978 : Du neuf pour les Cinq (illustré par Claude Pascal) Retitré Les Cinq et le Portrait volé en 2013.
16. 1978 : Les Cinq aux rendez-vous du diable (illustré par Claude Pascal)
17. 1979 : Les Cinq et le Diamant bleu (illustré par Claude Pascal) Ce titre a été retitré Les Cinq et le Rubis d'Akbar l'année suivante sans changement d'illustration de couverture.
18. 1979 : Les Cinq et le Trésor de Roquépine (illustré par Claude Jardin)
19. 1980 : Les Cinq en croisière (illustré par Claude Pascal)
20. 1980 : Les cinq jouent serré (illustré par Claude Pascal)
21. 1981 : Les Cinq contre les Fantômes (illustré par Buci)
22. 1983 : Les Cinq en Amazonie (illustré par Annie-Claude Martin)
23. 1984 : Les Cinq et le Trésor du pirate (illustré par : Inconnu)
24. 1985 : Les Cinq contre le Loup-garou (illustré par Annie-Claude Martin)

### La Grande Énigme du Club des cinq
Un nouvel ouvrage, La Grande Énigme du Club des cinq  (ISBN 978-2012017566), est paru en 2009 chez Hachette. Il s'agit, sous la forme d'un livre interactif, de résoudre la seule énigme que le club n'a pas réussi à faire aboutir. L'édition originale anglaise, La Grande Énigme du Club des cinq  (ISBN 978-0340970836), comprend en plus de l'aventure, plus d'illustrations, des bonus informatifs (se servir d'une boussole, premiers secours, etc.) autour de l'aventure et quelques gadgets détachables.

### Les illustrateurs
Plusieurs illustrateurs se sont succédé dans l'histoire de l'édition du Club des cinq. Chacun a marqué un peu les aventures dans son époque :
- Simone Beaudoin : elle est la plus proche de l'époque racontée par Enid Blyton (proximité dans le temps : ce sont les années 1950). Le dessin est assez dépouillé, voire naïf ;

- Jeanne Hives : elle a illustré presque toute la collection. Le trait est plus moderne, moins naïf que celui de Simone Beaudoin. On retrouve ces illustrations dans les éditions des années 1960 ;

- Paul Durand : il a illustré Le Club des cinq va camper dans la première édition française Hachette de 1957. Illustrations reprises dans l'édition 1962 de la Nouvelle Bibliothèque rose. L'esthétique est totalement différente ;

- Aldo de Amicis illustre Le Club des cinq au bord de la mer ;

- Jean Sidobre : ancré dans les années soixante-dix, ses personnages sont habillés à la mode de l'époque. Il reste l'illustrateur le plus prolifique dans la série, avec parfois plusieurs couvertures différentes (Le Club des cinq en embuscade, Le Club des cinq et le vieux puits, Le Club des cinq contre-attaque, Le Club des cinq en péril ou Le Club des cinq aux sports d'hiver) et bien sûr la première édition des romans racontés par Claude Voilier, illustrés d'une courte bande dessinée :
- Auren, avec le passage vers la bibliothèque verte, illustre toute la série des romans dès 2019.

Les illustrations ont disparu des livres de la Bibliothèque rose à la fin des années 1990 pour ne reparaître que dans les rééditions de 2008, mais sous la forme d'icônes ou de petites illustrations de début de chapitre.

### Éditions françaises
Pour la France, la série est éditée dans son ensemble chez Hachette, initialement dans la collection Bibliothèque rose, et depuis 2019, avec la réorganisation des collections enfants chez Hachette, dans la Bibliothèque verte.
Il existe néanmoins quelques autres éditions connues :
- collection Ségur Fleuriot chez Hachette : format cartonné avec une reliure (1955-1957) ;
- Nouvelle collection Ségur chez Hachette : format souple (années 1960) ;
- Idéal-Bibliothèque chez Hachette : moyen format cartonné avec une reliure (années 1960) ;
- La Galaxie ou Vermeille chez Hachette : grand format cartonné (années 1970) ;
- Collection J et Junior de poche chez ODEJ : format cartonné relié pour le 1er ; format souple pour le second.

| no | 1re édition en France | Titre français                                                                  | Bibliothèque Rose | Idéal-Bibliothèque | Galaxie / Vermeille | Bibliothèque Verte |
| -- | --------------------- | ------------------------------------------------------------------------------- | ----------------- | ------------------ | ------------------- | ------------------ |
| 1  | 1962                  | Le Club des cinq et le Trésor de l'île                                          | X                 |                    | X                   | X (tome 1)         |
| 2  | 1955                  | Le Club des cinq et le Passage secret                                           | X                 |                    | X                   | X (tome 2)         |
| 3  | 1955                  | Le club des cinq contre-attaque                                                 | X                 |                    |                     | X (tome 3)         |
| 4  | 1956                  | Le Club des cinq en vacances                                                    | X                 |                    | X                   | X (tome 4)         |
| 5  | 1965                  | Le Club des cinq et les Saltimbanques Le Club des cinq et le Cirque de l'étoile | X                 |                    |                     | X (tome 6)         |
| 6  | 1956                  | Le club des cinq joue et gagne                                                  | X                 |                    |                     | X (tome 13)        |
| 7  | 1957                  | Le club des cinq va camper                                                      | X                 |                    |                     | X (tome 10)        |
| 8  | 1960                  | Le Club des cinq et les Gitans Le Club des cinq pris au piège                   | X                 |                    | X                   | X (tome 8)         |
| 9  | 1957                  | Le Club des cinq en péril                                                       | X                 | X                  |                     | X (tome 5)         |
| 10 | 1958                  | Le Club des cinq en randonnée                                                   | X                 |                    |                     | X (tome 7)         |
| 11 | 1960                  | Le Club des cinq en roulotte Le Club des cinq et le Château de Mauclerc         | X                 |                    |                     | X (tome 12)        |
| 12 | 1959                  | Le Club des cinq au bord de la mer                                              | X                 |                    |                     | X (tome 11)        |
| 13 | 1961                  | La Locomotive du club des cinq                                                  | X                 |                    |                     | X (tome 14)        |
| 14 | 1961                  | Enlèvement au club des cinq                                                     | X                 |                    |                     | X (tome 15)        |
| 15 | 1961                  | Le club des cinq se distingue Le Club des cinq et la Maison hantée              | X                 | X                  |                     | X (tome 16)        |
| 16 | 1962                  | Le Club des cinq et les Papillons                                               | X                 |                    |                     | X (tome 17)        |
| 17 | 1964                  | Le Club des cinq aux sports d'hiver                                             | X                 |                    | X                   | X (tome 9)         |
| 18 | 1963                  | Le Club des cinq et le Coffre aux merveilles                                    | X                 |                    | X                   | X (tome 18)        |
| 19 | 1963                  | La Boussole du Club des cinq                                                    | X                 |                    |                     | X (tome 19)        |
| 20 | 1966                  | Le Club des cinq et le Vieux Puits Le Club des cinq et le Secret du vieux puits | X                 |                    |                     | X (tome 20)        |
| 21 | 1972                  | Le Club des cinq en embuscade                                                   | X                 |                    | X                   | X (tome 21)        |

### Le Clubde Michel Pagel (2016)
Dans le roman Le Club, Michel Pagel réunit les membres du Club des cinq trente ans après la série originelle - sous leurs identités françaises. Claude, qui assume désormais son état de femme homosexuelle et vit avec sa compagne Dominique, a invité ses cousins à Kernach. En dehors du chien Dagobert, mort depuis trois décennies, ils sont presque tous venus, avec leurs proches. François est devenu commissaire de police, célibataire et toujours porté à l'investigation. Alcoolique et dépressive, Annie a connu plusieurs mariages, et vit désormais avec sa fille Marie. Mick, fâché avec son frère et sa sœur, est tombé amoureux d'une gitane, Jo, rencontrée lors d'une précédente aventure ; ce couple solide n'est pas présent à Noël. Pierre-Louis Lagarde (« Pilou »), autre rencontre précédente, est là avec sa jeune compagne Mélodie. La mère de Claude, Cécile, est également présente et est assassinée dans la nuit, alors que la maison est coupée du reste du monde. Mélodie est assassinée à son tour. Tandis que François et Pilou sont allés à pied déclarer le meurtre de Mme Dorsel et de Mélodie à la gendarmerie, Claude et Dominique découvrent Marie, la fillette d'Annie, étranglée dans son lit à l'étage. Mick et sa compagne Jo arrivent alors à la Villa des Mouettes. C'est alors que trois coups de feu retentissent tuant Jo sur le coup…
Pagel met en scène des personnages qui savent que leurs premières aventures ont été romancées et publiées ; le livre contient également Le Roman qui n'a jamais été écrit, qui aurait été la dernière aventure du Club des cinq, et aurait vu le groupe se fragmenter à la puberté. Renversant la réalité, les protagonistes se demandent pourquoi une romancière britannique a donné une consonance anglaise à leurs aventures tout en ne les ayant jamais rencontrés. Le récit mélange les thèmes du dédoublement, de l'identité sexuelle et fictionnelle, et Pagel s'appuie sur une analyse minutieuse de l'œuvre.

## Adaptations

### Au cinéma
- 1957 : Five on a Treasure Island, film anglais
- 1964 : Five Have a Mystery to Solve, film anglais
- 1970 : De 5 i fedtefadet, film germano-danois.
- 2012 : Le Club des Cinq, Le Film (Fünf Freunde), film allemand
- 2013 : Le Club des Cinq en Péril (Fünf Freunde 2), film allemand
- 2014 : Le Club des Cinq : L'Île aux Pirates (Fünf Freunde 3), film allemand
- 2015 : Le Club des cinq et le Secret de la pyramide (Fünf Freunde 4), film allemand de Mike Marzuk
- 2020 : Le Club des Cinq et la vallée des dinosaures, film allemand réalisé par Mike Marzuk

### À la télévision
- 1978 : Le Club des cinq, série anglaise. L'action est transposée à l'époque du tournage.
- 1996 : Le Club des cinq, coproduction européenne qui restitue l'action à l'époque de l'écriture des romans originaux, ce qui rend crédible, par exemple, la contrebande ou encore la présence de locomotives à vapeur.
- 1982 : Five go mad in Dorset, parodie comique anglaise du Club des cinq. Le sens comique de cette série repose sur le contrepied systématique de l'esprit des personnages créés par Enid Blyton : ils sont un peu plus vieux que dans les romans et se promènent en culotte courte et petite jupe, ils sont gourmands, paresseux, pas très futés, etc.
- 2008 : Le Club des cinq : Nouvelles Enquêtes, série de dessins animés qui reprend indirectement les personnages - leurs enfants, en fait - dans des enquêtes d'un genre plus moderne, mais dans le style du Club des cinq. Une première saison de 26 épisodes de 26 minutes est diffusée dès mai 2008 en France.
- 2024 : Le Club des cinq (en) : série des célèbres livres de Enid Blyton qui raconte les aventures de Claude, Annie, François, Mick et Dagobert (le chien). Cette série sera diffusée, en France, sur TF1 séries films[11]à partir du dimanche 27 avril 2025 et a été diffusée sur la BBC, du 9 décembre 2023 au 25 mai 2024 avec 3 épisodes pour la saison 1 et depuis le 23 décembre 2024 avec 1 épisode pour la saison 2 dont d'autres épisodes sont prévus. Les épisodes ont une durée de plus de 80 minutes. Cette série est aussi disponible sur Hulu depuis début 2024.

### Bande dessinée
Au début des années 1980, six albums seront édités par les Éditions Hachette avec une prépublication dans le Journal de Mickey. Les scenarios sont de Serge Rosenzweig, et les dessins de Bernard Dufossé pour les quatre premiers albums, de Raffaele Carlo Marcello pour les deux derniers.
1. Le Trésor du galion d'or (1982). Le scénario est librement inspiré du roman de Claude Voilier : Les Cinq et le galion d'or.
2. Le Dieu inca (1982). Le scénario est librement inspiré du roman de Claude Voilier : Les Cinq font de la brocante.
3. Le Secret des Templiers (1983). Le scénario est librement inspiré du roman de Claude Voilier : Les Cinq et le trésor de Roquépine.
4. Le Cimetière des géants (1984).
5. Le Castel du baron de fer (1985).
6. Le Gouffre du diable (1986).

En 2016, les éditions Hachette relancent la série avec le dessinateur Béja et le scénariste Nataël.
Cette nouvelle série entreprend l'adaptation chronologique des romans publiés par Enid Blyton.
1. Le Club des cinq et le Trésor de l'île (2017).
2. Le Club des cinq et le Passage secret (2018).
3. Le Club des cinq contre-attaque (2019).
4. Le Club des cinq en vacances (2019).
5. Le Club des cinq en Péril (2020).
6. Le Club des cinq et le Cirque de l'étoile (2021).
7. Le Club des cinq en randonnée (2022).

### Enregistrements
Il existe des adaptations audio de quelques aventures du Club des cinq, éditées par Adès et par Hachette sous forme de disques vinyle 33 tours ou de cassettes audio.
Aux Éditions Adès, les romans suivants ont été adaptés :
- Le Club des cinq
- Le Club des cinq en randonnée
- Le club des cinq joue et gagne
- Le club des cinq va camper

Aux Éditions Hachette, les romans suivants ont été adaptés :
- Le Club des cinq et le Trésor de l'île
- Le club des cinq contre attaque
- Le club des cinq aux sports d'hiver
- Le Club des cinq et les Saltimbanques
- Le club des cinq va camper
- Le Club des cinq et le Secret du vieux puits

### La collection du Club des cinq
Les éditions Hachette publient en maison de la presse en France depuis la fin de l'année 2011 une collection « Club des cinq ». Chaque parution contient :
- un facsimilé de la première édition des romans d'Enid Blyton dans la Bibliothèque rose (années 1960, illustrations de Simone Beaudoin, traduction d'origine) ;
- un facsimilé de la première édition des romans de Claude Voilier dans la Bibliothèque rose (années 1980, illustrations de Jean Sidobre) ;
- un fascicule qui contient quelques jeux, informations sur l'univers du Club des cinq, le livre, l'époque, l'auteur ;
- deux classeurs illustrés permet de rassembler les fascicules.

### Jeux vidéo
Une première adaptation en jeu d'aventure (fiction interactive avec des graphiques) avait été développée par Enigma Variations Ltd. et sortit en 1990 sur Amiga, Amstrad CPC, Atari ST, Commodore 64, ZX Spectrum.
Ravensburger a créé plusieurs jeux vidéo avec les personnages d'Enid Blyton :
| Année (Anglais) | Nom d'origine                             | Année (Français) | Nom français                               |
| --------------- | ----------------------------------------- | ---------------- | ------------------------------------------ |
| 2000            | The Famous Five: The Silver Tower         | 2000             | Le club des 5 joue et gagne                |
| 2000            | The Famous Five: Treasure Island          | 2001             | Le Club des 5 et le Trésor de l’île        |
| 2000            | The Famous Five: Kidnapped !              | 2001             | Le Club des 5 en péril                     |
| 2001            | The Famous Five: Dangerous Discovery      | 2005             | Le Club des 5 et le Mystère des catacombes |
| 2001            | The Famous Five: Five on a Secret Mission | -                | non traduit                                |